# Karol Hanke
Karol Daniel Hanke (ur. 6 września 1903 w Łodzi, zm. 15 kwietnia 1964 w Warszawie) – polski piłkarz, trener lekarz ginekolog położnik
Absolwent medycyny Uniwersytetu im. Jana Kazimierza we Lwowie - lekarz w Łodzi. Należał do lwowskiej Korporacji Akademickiej Aragonia (wiceprezes w roku akademickim 1930/31).
W latach 1920–1924 grał w Łódzkim KS. W latach 1924–1931 reprezentował barwy Pogoni Lwów.
W reprezentacji Polski debiutował 29 czerwca 1924 w wygranym 2-0 meczu z Turcją, natomiast ostatni występ w kadrze zaliczył 1 lipca 1928 w potyczce ze Szwecją (2-1). Łącznie w kadrze rozegrał 9 meczów i nie strzelił żadnej bramki.
W  1 marca 1936 został trenerem Legii Warszawa. Jako trener prowadził drużynę w 18 sptokaniach i jedyny raz w historii klubu spadł z ligi. Jego bilans to 3 wygrane 2 remisy i 13 porażek.
W czasie II wojny światowej brał udział w kampanii wrześniowej i powstaniu warszawskim

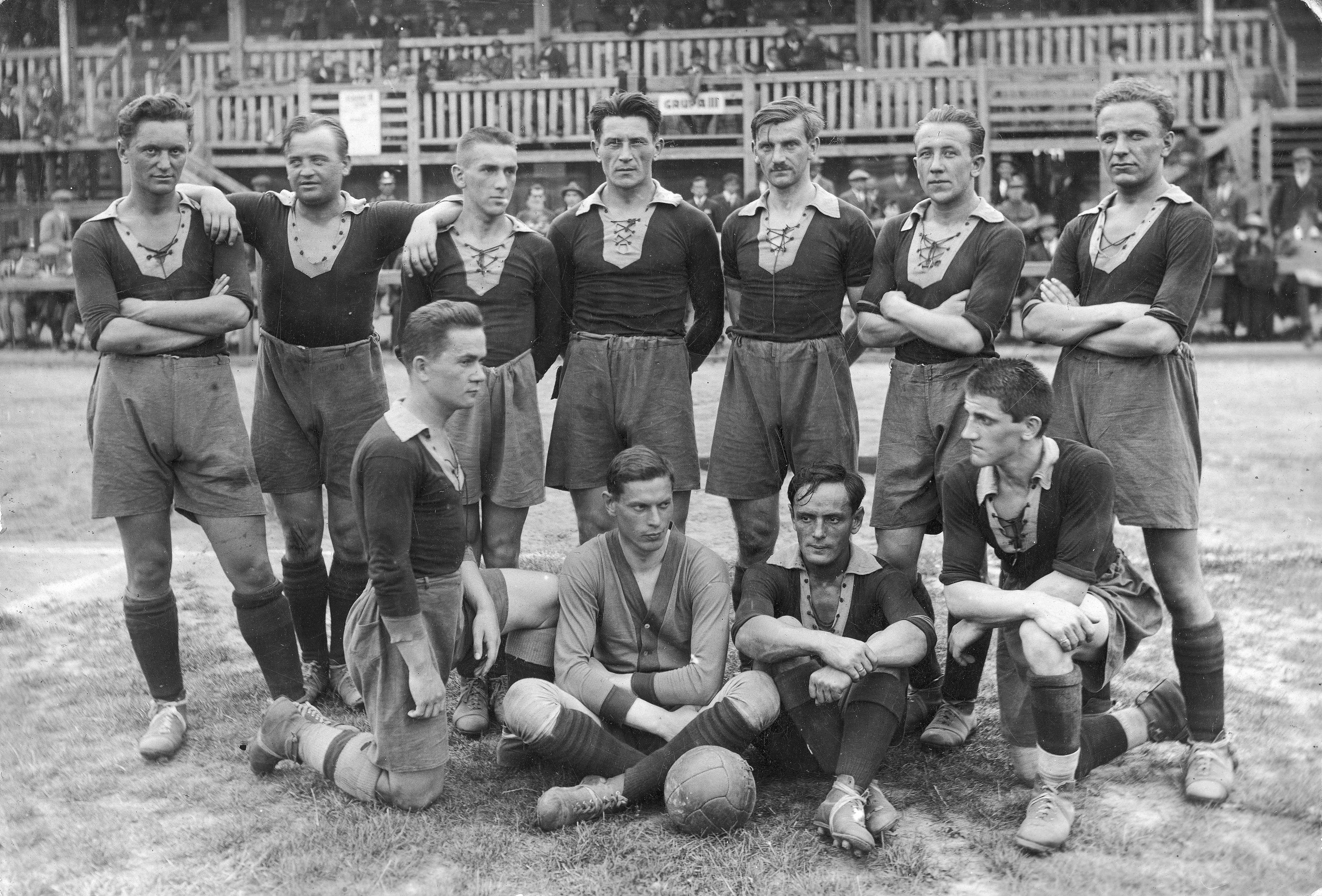
Pogoń Lwów, mistrz Polski z 1926 r., Hanke klęczy pierwszy od lewej

Pochowany na cmentarzu Powązkowskim w Warszawie (kwatera 106-4-3).